# Агзамов, Юрий Набиевич
Юрий Набиевич Агзамов (род. 1949) — генерал-майор ВС СССР, генерал-лейтенант ВС Узбекистана, начальник Ташкентского высшего военного танкового училища в 1991—1998 годах, министр обороны Узбекистана с 20 февраля по 30 сентября 2000 года.

## Биография
Генерал-лейтенант ВС Узбекистана (13 января 1999).
Уроженец Ташкента.
Отец — узбек, мать — русская.
Окончил Ташкентское высшее танковое командное училище в 1970 году и Военную академию бронетанковых войск в 1977 году.
Служил в ГСВГ в должности начальника штаба танкового полка в г.Заальфельд ГДР.
В 1983 году стал начальником штаба танкового полка в Бобруйске, позже переведён в Туркмению на должность командира танкового полка в г. Казанджик.
В 1986 году был назначен военкомом Андижанского областного военкомата.
В 1990—1998 годах — начальник Чирчикского Высшего Танкового Командного училища.
С 1998 занимал пост заместителя министра обороны. До февраля 2000 года был командующим Юго-Западным особым военным округом.
С 20 февраля 2000 занимал пост министра обороны Узбекистана, сменив на этом посту Хикматуллу Турсунова, который был отстранён после несанкционированной посадки в Ташкенте самолёта из Афганистана с талибами на борту.
В отставку отправлен 30 сентября 2000 года, уступив пост Кадыру Гуламову.
В сентябре 2000 года Агзамов был назначен главным инспектором вооружённых сил Узбекистана. Позже вышел в отставку по возрасту.
Женат имеет двух детей.